# Système réticulaire hexagonal

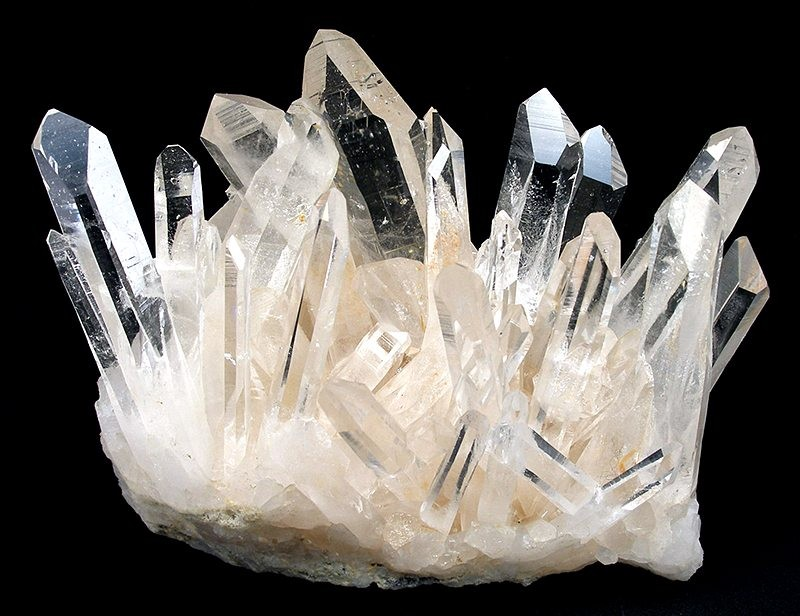
Quartz α du comté de Garland, dans l'Arkansas (États-Unis).

En cristallographie, le système réticulaire hexagonal est l'une des sept catégories de classement des cristaux dans l'espace tridimensionnel à partir de la maille élémentaire de leur réseau de Bravais. Il regroupe les réseaux dont la maille conventionnelle est un prisme droit à base rhombique telle que a = b (c est indépendant) avec α = β = 90° et γ = 120°. Il est sous-jacent à la fois au système cristallin trigonal et au système cristallin hexagonal, qui forment la famille cristalline hexagonale.
| Réseau de Bravais  | Hexagonal |
| ------------------ | --------- |
| Symbole de Pearson | hP        |
| Maille cristalline | Hexagonal |

Le système réticulaire hexagonal est associé à 45 groupes d'espace dont le réseau sous-jacent a un groupe ponctuel d'ordre 24. Il est souvent confondu avec le système cristallin hexagonal, qui est constitué des 27 groupes d'espace dont tous les groupes ponctuels sont dans le système réticulaire hexagonal, ou avec la famille cristalline hexagonale plus large, constituée des 52 groupes d'espace des systèmes cristallins hexagonal et trigonal.